# Walter Gemm
Ernst Walter Gemm (* 27. September 1898 in Halberstadt; † 17. März 1973 in Osterwieck) war ein deutscher Veduten- und Landschaftsmaler, dessen Leben und Wirken eng mit seiner Geburtsstadt Halberstadt und dem nördlichen Harzvorland verbunden ist.

## Leben und Werk

### Kindheit, Jugend, Ausbildung
Ernst Walter Gemm wurde als das zweite von sieben Kindern des Handschuhmachers Max Gemm in Halberstadt geboren. Von 1904 bis 1912 besuchte Gemm die Unterstädtische Volksschule.
In den Jahren 1912 bis 1916 absolvierte er eine Lehre zum Dekorationsmaler. 1916 besuchte er Kurse bei Adolf Rettelbusch in Magdeburg.
Der Militärdienst im Ersten Weltkrieg in Frankreich von 1917 bis 1918 und bis Februar 1919 in Polen und Weißrussland unterbrach seine künstlerische Ausbildung.
Ab April 1919 ermöglichte ihm ein Stipendium der Halberstädter Buchhorn-Stiftung ein Studium an der Kunstgewerbeschule Magdeburg, Fachklasse für Dekorative Landschafts- und Architekturmalerei bei Adolf Rettelbusch.
Nach einjährigem Studium fand Gemm bis März 1921 eine Tätigkeit als Entwurfszeichner für Warenverpackungen in den Graphischen Werkstätten Bruchsal. Zeitgleich besuchte er Abendkurse an der Kunstakademie Karlsruhe. Ebenfalls 1921 heiratete er in erster Ehe Frieda Pohle (1901–1948).
1923 ließ sich Gemm in seiner Heimatstadt als Dekorationsmaler bzw. freischaffender Maler und Grafiker nieder. 1923 hatte er eine erste Ausstellung im Halberstädter Kunstverein, eine weitere folgte 1926 im Städtischen Museum von Halberstadt. Sie war der Anfang von Jahren der fruchtbaren Zusammenarbeit mit dem damaligen Museumsdirektor August Hemprich. 1935 erhielt Gemm den Auftrag, für das Museum Halberstadt fünf Historienbilder aus der Ur- und Frühgeschichte zu malen. Für einen Wartesaal des Halberstädter Hauptbahnhofs malte er 1939 drei große Ölbilder. Noch 1926 fasste Gemm mit seinem Jugendfreund Wilhelm Pramme den Entschluss zu einer Weltreise, welche jedoch in Tirol endete, wo Gemm aufgab. Pramme reiste ein Jahr später mit geringsten Mitteln bis Zentralasien.
Mit Ausbruch des Zweiten Weltkrieges wurde auch Gemm zur Wehrmacht einberufen. Zwischen 1939 und 1941 nahm er sowohl am Frankreichfeldzug, wie auch am Krieg gegen die Sowjetunion teil. Hierbei war er jedoch zeitweise vom Dienst an der Waffe befreit und ausschließlich als Kriegsmaler eingesetzt.
1941 wurde Gemm wegen einer Krankheit nach Deutschland verschickt und blieb bis Kriegsende bei einer Genesungskompanie in Quedlinburg, wo er weiterhin der Malerei nachgehen konnte. Am 8. April 1945 wurde er von hier Augenzeuge der Bombardierung und fast vollständigen Zerstörung seiner nur wenige Kilometer entfernten Heimatstadt.
1942 nahm Gemm mit vier Bildern an der Ausstellung des Oberkommandos der Wehrmacht „Krieg und Kunst“ im Wiener Künstlerhaus teil. Diese Schau zeigte über sechs Wochen einen Querschnitt an deutscher Kriegsmalerei, als auch mit Deutschland verbündeter Kriegsteilnehmer bzw. Kriegsmaler. Gemms Bild Zerschossene sowjetische Batterie an der Desna wurde 1945 vom Heeresgeschichtlichen Museum Wien aufgekauft.

### Nachkriegszeit
1945 organisierte Gemm eine erste gemeinsame Kunstausstellung mit anderen heimischen Künstlern in Thale. Hierbei regte er auch den Druck einer Erinnerungsmappe mit zwölf farbigen Ansichten Halberstadts vor der Zerstörung an. Er engagierte sich im „Kulturbund zur demokratischen Erneuerung Deutschlands“.
1948 starb seine Frau nach langer Krankheit. Im gleichen Jahr engagierte sich Gemm in der Aufbauaktion „Halberstadt ruft“. Diese Initiative verfolgte das Ziel, dem zerstörten Halberstadt in umfassender, also urbaner, wirtschaftlicher und kultureller Hinsicht, neues Leben einzuhauchen. In den Jahren 1950 und 1951 unternahm Gemm Studienreisen an den Oberrhein, in den Schwarzwald, wie nach Tirol. 1952 heiratete er Annemarie Keuthe. 1955 wurde Gemm Mitglied der SED, der Urania und später auch des regionalen „Klubs der Intelligenz Professor Hans Kehr“.
Ab 1956 illustrierte Walter Gemm mit Hunderten an Zeichnungen die Heimatzeitschrift Zwischen Harz und Bruch und war ebenso im damaligen Redaktionsbeirat tätig. Neben lebensnotwendigen Auftragsarbeiten wurde sein künstlerisches Wirken in diesem Jahrzehnt jedoch durch die Enttrümmerung bzw. den Wiederaufbau Halberstadts dominiert. Dies brachte ihm den Beinamen „Chronist mit Stift und Pinsel“ ein. 1962 kaufte das Museum für Deutsche Geschichte in Berlin fünf Zeichnungen von ihm an.
Im Jahr 1967 entwarf Gemm eine Gedenkstätte an den 8. April 1945 an den Grundmauern der Ruine der Franzosenkirche.
Eine enge Freundschaft verband den Maler zeitlebens mit den Halberstädtern Walter Mahlke, Fotografenmeister, sowie mit dem Schriftsteller Bert Brennecke. Am 17. März 1973 starb Gemm in Osterwieck. Er wurde auf dem städtischen Friedhof in Halberstadt beigesetzt.

## Künstlerisches Schaffen
Mit ca. 6000 Werken in über 50-jähriger Schaffenszeit kann Walter Gemm als einer der produktivsten Maler seines Metiers gelten. Ursächlich zeigt sich hierfür auch, dass er als freischaffender Maler von Aufträgen abhängig war, somit den allgemeinen Geschmack zu bedienen hatte, gleichzeitig aber von der Sozialistischen Kulturpolitik unbehelligt blieb. Bevorzugte Motive seiner dem Realismus des 19. Jahrhunderts verpflichteten Bilder sind so die mittelalterliche Architektur Halberstadts und die Landschaften des Harzvorlandes.
Seine Bilder haben einen eigenen Rang als Dokumentierung der Bausubstanz Halberstadts vor der Bombardierung am 8. April 1945. Gemm blieb immer seiner konventionellen Malweise treu, der Sozialistische Realismus seiner Zeit hat in seinen Bildern keine Spuren hinterlassen.

## Sammelmappen
- Halberstadt am Harz. Bildermappe mit 12 Bildtafeln in Bestehorndruck von Gemm, Ernst Datan, Käthe Lipke, A. Thiemann, Walter Ebeling, Edwin Schiel. 1945.

## Ausstellungen (Auswahl)
- 1923: Halberstädter Kunstverein
- 1926: Einzelausstellung im  Städtischen Museum Halberstadt
- 1941: Ausstellung von Gemms Kriegsmalerei von 1939 bis 1941 (Frankreich- und Ostfeldzug) in Wien
- 1942: Teilnahme Gemms mit vier Kriegsbildern an der internationalen Ausstellung des Oberkommandos der Wehrmacht „Krieg und Kunst“ im Wiener Künstlerhaus
- 1946: Gruppenausstellung heimischer Künstler in Thale
- 1946: Kunstausstellung der Provinz Sachsen, Halle Städtisches Museum in der Moritzburg[1]
- 1948: „Halberstadt ruft!“
- 2023: Sonderausstellung des Städtischen Museums Halberstadt zum 125. Geburtstag und 50. Todestagstags „Walter Gemm - Chronist mit Stift und Pinsel“

## Ehrungen
- 1966: Kunstpreis der Stadt Halberstadt.
- 2001: wurde eine Halberstädter Sekundarschule nach Walter Gemm benannt.